# Васил Динов
Васил Динов или Попдинов e български лекар и обществен деец от Македония.

## Биография
Роден е в костурското село Българска Блаца в 1866 година. Брат е на Кузо Попдинов. В 1889 година завършва с четвъртия випуск Солунската българска мъжка гимназия. След това в 1897 година завършва медицина в Москва. В 1900 година заедно с д-р Гарабед Яхуб, организира откриването на Цариградската българска болница „Евлогий Георгиев“, осветена от екзарх Йосиф I на 10 декември 1901 година. Динов е пръв главен лекар (управител) на болницата от нейното отваряне в началото на 1902 до 1903 година.
Динов участва активно в просветното движение на македонските българи. След Младотурската революция в 1908 година става деец на Съюза на българските конституционни клубове и е избран за делегат на неговия Учредителен конгрес от Цариград.
От 22 – 24 април 1910 година в Солун се провежда първият събор на дружеството „Българска матица“, основано през 1909 година. Избрана е Върховна управа от 12 души с председател Христо Далчев, секретар Васил Шанов и ковчежник Димитър Василев. Оформени три комитета (отбора): Църковно-училищен - с председател Васил Динов, Книжовен - с председател Вениамин Димитров и Стопански - с председател Атанас Ченгелев.
На 23 април 1913 година, в навечерието на Междусъюзническата война, Васил Динов заедно с още 13 души от тези околии подписва „Мемоар от костурско-леринско-кайлярската емиграция в София“, в който се твърди, че Македония е българска област и се настоява за пръсъединяване на Костурско, Леринско и Кайлярско към България. В „Мемоара“ се казва:
| „ | Ако Крит с цената на своите епически борби, си извоюва отдавна правото да бъде неразделна част от гръцкото отечество и Гърция никога и за нищо не би се отрекла от него, то нашият роден край е запачетал своето единство с България чрез страданията и сълзите на едно измъчено население, члез кръвта на хиляди, пролята в името на българската национална идея. И днес, когато българското племе даде нови, скъпи жертви за съкрушение на вековния общ враг на балканските народи, България има повелителен дълг да събере всички български земи, да се пожертвува нито един кът от тях, толкоз повече от ония, които през толкоз изпитания високо са държали знамето на народния идеал. | “ |

Участва в Първата световна война като запасен санитарен подпоручик, началник на отделение в Сливенската местна военна болница. За отличия и заслуги във войната е награден с орден „За заслуга“.